# Liste der Naturdenkmale im Amt Lützow-Lübstorf
Die Liste der Naturdenkmale im Amt Lützow-Lübstorf nennt die im Amt Lützow-Lübstorf im Landkreis Nordwestmecklenburg in Mecklenburg-Vorpommern gelegenen Naturdenkmale.

## Naturdenkmale
| Bild                                    | Nr.     | Bezeichnung        | Standort                                                                              | Beschreibung                                            | Schutzzweck | Verordnung |
| --------------------------------------- | ------- | ------------------ | ------------------------------------------------------------------------------------- | ------------------------------------------------------- | ----------- | ---------- |
| BW                                      | NWM 126 | Stiel-Eiche        | Alt Meteln am Aubach (53° 44′ 39,2″ N, 11° 19′ 55,6″ O)                               |                                                         |             |            |
| BW                                      | NWM 128 | Linde              | Alt Meteln Lübstorfer Str. 16 (53° 44′ 51″ N, 11° 20′ 35,9″ O)                        | (nur Lage des Flurstücks angegeben)                     |             |            |
| BW                                      | NWM 134 | Kastanie           | Alt Meteln Lübstorfer Str. 16 (53° 44′ 51″ N, 11° 20′ 35,9″ O)                        | (nur Lage des Flurstücks angegeben)                     |             |            |
| BW                                      | NWM 129 | Stiel-Eiche        | Alt Meteln Moltenow Seefelder Straße (53° 45′ 13″ N, 11° 18′ 37,4″ O)                 | (nur Lage des Flurstücks angegeben)                     |             |            |
| BW                                      | NWM 130 | Stiel-Eiche        | Alt Meteln Moltenow Seefelder Straße (53° 45′ 13″ N, 11° 18′ 37,4″ O)                 | (nur Lage des Flurstücks angegeben)                     |             |            |
| BW                                      | NWM 185 | 2 Linden           | Brüsewitz Groß Brütz Dorfstraße / An der Kegelbahn (53° 38′ 59,9″ N, 11° 15′ 14,3″ O) | Kirchhof Dorfkirche                                     |             |            |
| BW                                      | NWM 190 | Stiel-Eiche        | Cramonshagen Kastanienallee 13 (53° 42′ 2,5″ N, 11° 16′ 28,8″ O)                      | am Kompan Spielplatz                                    |             |            |
| BW                                      | NWM 191 | Stiel-Eiche        | Cramonshagen Flurstück 1 230 (53° 42′ 8,3″ N, 11° 16′ 35,8″ O)                        | (nur Lage des Flurstücks angegeben)                     |             |            |
| BW                                      | NWM 383 | Stiel-Eiche        | Cramonshagen Flurstück 1 230 (53° 42′ 8,3″ N, 11° 16′ 35,8″ O)                        | (nur Lage des Flurstücks angegeben)                     |             |            |
| BW                                      | NWM 133 | Stiel-Eiche        | Cramonshagen Bökener Weg (53° 41′ 52,8″ N, 11° 19′ 3,7″ O)                            |                                                         |             |            |
| BW                                      | NWM 004 | Stiel-Eiche        | Grambow Schäferei (53° 37′ 54,5″ N, 11° 17′ 15,4″ O)                                  | (am Straßenrand, nur Lage des Flurstücks angegeben)     |             |            |
| BW                                      | NWM 005 | Stiel-Eiche        | Grambow (53° 37′ 36,9″ N, 11° 16′ 54,6″ O)                                            |                                                         |             |            |
| BW                                      | NWM 006 | Stiel-Eiche        | Grambow (53° 37′ 33,6″ N, 11° 16′ 52,6″ O)                                            |                                                         |             |            |
| BW                                      | NWM 007 | Stiel-Eiche        | Grambow (53° 36′ 31″ N, 11° 15′ 9″ O)                                                 |                                                         |             |            |
| BW                                      | NWM 008 | Stiel-Eiche        | Grambow (53° 36′ 28,4″ N, 11° 15′ 9,7″ O)                                             |                                                         |             |            |
| BW                                      | NWM 009 | Stiel-Eiche        | Grambow Wodenhof (53° 36′ 7,7″ N, 11° 14′ 44,8″ O)                                    |                                                         |             |            |
| BW                                      | NWM 010 | Stiel-Eiche        | Grambow Wodenhof (53° 36′ 3,2″ N, 11° 14′ 26,2″ O)                                    | (NWM 010 oder NWM 011)                                  |             |            |
| BW                                      | NWM 011 | Stiel-Eiche        | Grambow Wodenhof (53° 36′ 3,5″ N, 11° 14′ 28,4″ O)                                    | (NWM 010 oder NWM 011)                                  |             |            |
| BW                                      | NWM 156 | Stiel-Eiche        | Klein Trebbow Schmiedestraße (53° 42′ 37,2″ N, 11° 22′ 12″ O)                         |                                                         |             |            |
| BW                                      | NWM 157 | Stiel-Eiche        | Klein Trebbow Schmiedestraße, Abzweig (53° 42′ 36,4″ N, 11° 22′ 11,1″ O)              |                                                         |             |            |
| BW                                      | NWM 162 | Stiel-Eiche        | Klein Trebbow Flurstück 1 41 (53° 42′ 23,4″ N, 11° 21′ 55,4″ O)                       | (nur Lage des Flurstücks angegeben)                     |             |            |
| BW                                      | NWM 164 | Stiel-Eiche        | Klein Trebbow Barner Stück (53° 41′ 30,2″ N, 11° 21′ 55,4″ O)                         |                                                         |             |            |
| BW                                      | NWM 165 | Stiel-Eiche        | Klein Trebbow Barner Stück (53° 41′ 28,9″ N, 11° 22′ 4,5″ O)                          |                                                         |             |            |
| BW                                      | NWM 167 | Stiel-Eiche        | Klein Trebbow Barner Stück Lindenstraße 13 (53° 41′ 10,9″ N, 11° 23′ 22,5″ O)         |                                                         |             |            |
| BW                                      | NWM 170 | Stiel-Eiche        | Klein Trebbow Barner Stück (53° 41′ 27,3″ N, 11° 23′ 22,3″ O)                         |                                                         |             |            |
| BW                                      | NWM 147 | Ginkgo             | Lübstorf Wiligrader Str. 8 (53° 44′ 26″ N, 11° 26′ 0,8″ O)                            |                                                         |             |            |
| BW                                      | NWM 150 | Stiel-Eiche        | Lübstorf Rugensee Alt Meteler Straße (53° 43′ 46,1″ N, 11° 24′ 5,2″ O)                |                                                         |             |            |
| BW                                      | NWM 313 | Stiel-Eiche        | Perlin Dümmer Weg 1 (53° 35′ 12,8″ N, 11° 10′ 33,6″ O)                                | (nur Lage des Flurstücks angegeben)                     |             |            |
| BW                                      | NWM 260 | Stiel-Eiche        | Pokrent Spielstr. 9 (53° 38′ 54,4″ N, 11° 8′ 25,3″ O)                                 |                                                         |             |            |
| Direkt Bild zu diesem Denkmal hochladen | NWM 001 | Blutbuchen (Allee) | Schildetal Renzow Pokrenter Straße ()                                                 | (unmittelbar am Straßenrand)                            |             |            |
| BW                                      | NWM 136 | Linde              | Zickhusen Zum Forsthaus 1a/c (53° 45′ 25,4″ N, 11° 24′ 40,3″ O)                       |                                                         |             |            |
| BW                                      | NWM 137 | Linde              | Zickhusen Zum Forsthaus 1e (53° 45′ 23,8″ N, 11° 24′ 41,9″ O)                         |                                                         |             |            |
| BW                                      | NWM 177 | Wildbirne          | Zickhusen Drispeth Flurstück 1 76 (53° 46′ 13,8″ N, 11° 22′ 52″ O)                    | (beide irgendwo dazwischen, unmittelbar am Straßenrand) |             |            |
| BW                                      | NWM 178 | Wildbirne          | Zickhusen Drispeth Ausbau Drispeth (53° 45′ 28,4″ N, 11° 23′ 44,5″ O)                 | (beide irgendwo dazwischen, unmittelbar am Straßenrand) |             |            |

## Flächennaturdenkmale
| Bild                                    | Nr.     | Bezeichnung                 | Standort                                                  | Beschreibung | Schutzzweck | Verordnung |
| --------------------------------------- | ------- | --------------------------- | --------------------------------------------------------- | --- | ----------- | --- |
| BW                                      | NWM 026 | Aubach                      | Klein Trebbow (53° 43′ 49,4″ N, 11° 21′ 45,7″ O)          | Das FND ist eines der wenigen noch intakten Fließgewässer mit naturnahem Lauf. Der Aubach ist bedeutsam für die Trinkwasserqualität des Medeweger Sees.                                                                           |             | Beschluss des Rates des Kreises Schwerin-Land Nr. 7/90 vom 07.02.1990 über die Ausweisung von Flächennaturdenkmalen |
| BW                                      | NWM 027 | „Alte Ziegelei“ bei Hundorf | Lützow-Lübstorf Hundorf (53° 42′ 19,7″ N, 11° 25′ 6,9″ O) | Das FND besteht aus mit 2 Strauchgehölzen völlig zugewachsenen Hängen, einer alten Grenzhecke und einem Teich. Diese Flurelemente liegen in einer großflächig ausgeräumten Feldflur und sind deshalb ökologisch äußerst wertvoll. |             | Beschluss des Rates des Kreises Schwerin Nr. 07/90 vom 07.02.1990                                                   |
| Direkt Bild zu diesem Denkmal hochladen | NWM 028 | Schwarzes Moor bei Rugensee | Lübstorf Rugensee ()                                      | Verlandeter ehemaliger Torfstich, u. a. Massenlaichplatz der Erdkröte, wertvoller Lebensraum für Wildfische. |             | Beschluss des Rates des Kreises Schwerin Nr. 07/90 vom 07.02.1990                                                   |
| Direkt Bild zu diesem Denkmal hochladen | NWM 032 | Birnensoll                  | Zickhusen Drispeth westlich ()                            | Wertvolles Biotop: mit Wildbirnen bewachsen und ausgetrocknet. |             | Beschluss des Rates des Kreises Schwerin Nr. 122/82 vom 27.10.1982                                                  |
| Direkt Bild zu diesem Denkmal hochladen | NWM 033 | Die Hölle                   | Zickhusen Drispeth nordwestlich ()                        | Lebensraum für Wasservögel. Fläche 1,5 ha. |             | Beschluss des Rates des Kreises Schwerin Nr. 122/82 vom 27.10.1982                                                  |
| Direkt Bild zu diesem Denkmal hochladen | NWM 034 | Duwackenkuhle und Madensoll | Zickhusen Drispeth südwestlich ()                         | Lebensraum für Amphibien, insbesondere für Laubfrösche. Fläche 0,35 ha. |             | Beschluss des Rates des Kreises Schwerin Nr. 122/82 vom 27.10.1982                                                  |
| Direkt Bild zu diesem Denkmal hochladen | NWM 035 | Neu Metelner Torfstiche     | Alt Meteln Neu Meteln Nordufer der Langen Kuhle ()        | Nährstoffreicher Flachsee mit reicher Wasservogelwelt. Fläche 3 ha. |             | Beschluss des Rates des Kreises Schwerin Nr. 122/82 vom 27.10.1982                                                  |